# 아유브 다우드
아유브 다우드(아랍어: ايوب داؤود, Ayub Daud, 1990년 2월 24일~)는 소말리아의 전 축구 선수로 포지션은 스트라이커였다.

## 클럽 경력
1990년 소말리아의 수도 모가디슈에서 태어나 5살때 가족과 함께 이탈리아 쿠네오로 이주했으며 그의 아버지 다우드 후세인도 프로 축구 선수 출신이었다고 전해진다.
2008년 이탈리아 세리에 A의 유벤투스 FC에서 데뷔한 이후 2017년까지 이탈리아와 스위스, 헝가리 등의 클럽팀에서 활동했고 특히 헝가리 넴제티 버이녹샤그 I의 부다페스트 혼베드 소속으로 2013-14 시즌부터 2015-16 시즌까지 활동하며 3시즌 연속 리그 잔류에 일조했으며 아울러 개인 커리어 최다 출전 및 최다 득점을 기록했다.